# Fédération française de boxe
Pour les articles homonymes, voir FFB.
La Fédération française de boxe est l'instance gérant la boxe anglaise en France. Son siège est situé à Pantin en Seine-Saint-Denis.
Le président actuel, depuis mars 2021, est Dominique Nato, ancien directeur technique national de la fédération, entre 2002 et 2011 et multiple champion de France des poids lourds,.

## Organisation

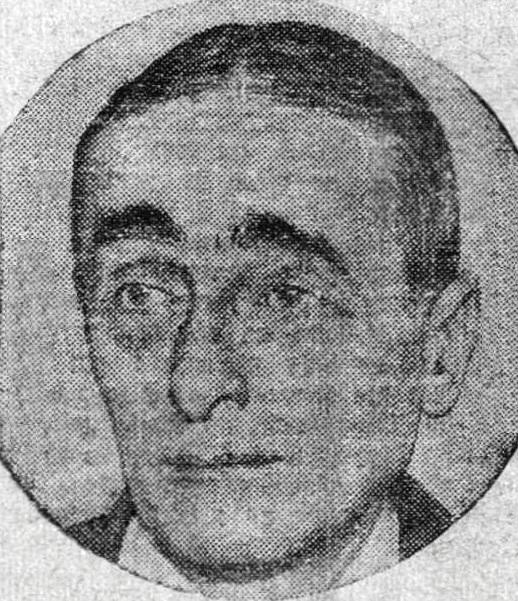
Albert Bourdariat, cofondateur, président de la FFB en 1940.

Elle a été créée le 15 février 1903 par quatre jeunes pratiquants (Albert Bourdariat, Frantz Reichel, Van Rosose et Paul Rousseau) et comptait 25 000 licenciés en 2003. Le nombre de pratiquants est en augmentation et en 2013 les pratiquants sont au nombre de 45 000.
André Martin, élu en 2013, succède à Humbert Furgoni. Il est réélu en 2017 et quitte cette fonction en 2021.
La fédération s'occupe de deux types de disciplines distinctes :  pratique compétitive et pratique loisir. Dans le respect des termes de la convention d'objectifs signée avec le ministère des sports, la fédération propose des activités ouverte à tous.
| Identité                      | Période   | Période   | Durée  |
| Identité                      | Début     | Fin       | Durée  |
| ----------------------------- | --------- | --------- | ------ |
| Bernard Restout (1923 - 2015) | 1966      | 1995      | 29 ans |
| Humbert Furgoni (né en 1951)  |           | 2013      |        |
| André Martin (d)              | 2013      | mars 2021 | 8 ans  |
| Dominique Nato (né en 1957)   | mars 2021 |           |        |

## Les pratiques compétitives

### La boxe professionnelle
La fédération s'occupe de gérer l'ensemble de la boxe professionnelle grâce à la ligue de boxe professionnelle (LBP). Cette forme de pratique est la plus connue du grand public. Elle se différencie des autres formes compétitives par sa réglementation. Les bandages sont plus durs, les gants composés d'une mousse moins compacte et les boxeurs (femmes et hommes) ne portent pas de casques. Tout est organisé pour que l'activité soit spectaculaire. Elle s'adresse aux boxeurs amateurs confirmés âgés d'au moins 18 ans ayant validés les examens médicaux (électro cardiogramme, prise de sang, test d'effort, examens médical et ophtalmologiste). En outre, ils doivent recevoir l'accord de la LBP. L’âge limite est fixé par les conditions médicales et l'avis de LBP.

### La boxe amateur ou olympique
La boxe olympique est ouverte de 18 ans à 34 ans. Les boxeurs disposent de matériels veillant à préserver au maximum leur intégrité physique : gants rembourrés, port du casque obligatoire, règlement adapté.
La réglementation est similaire à la boxe professionnelle hormis sur les points ci-dessous :
- Le port du casque est obligatoire pour les boxeurs n'ayant pas atteint les 18 ans et effectué au moins cinq combats ;
- Les femmes portent un casque quel que soit leur niveau ;
- Les boxeurs peuvent être comptés debout à la suite d'un mauvais coup.

Le moment fort de cette activité sont les Jeux olympiques.

### La boxe éducative assaut
Ouverte dès l'âge de six ans, cette pratique est uniquement exercée dans deux pays dans le monde : la Suède et la France. La logique de la boxe est totalement respectée sur les points techniques et tactiques. Le seul point différenciant la boxe éducative de la boxe amateur et professionnelle est l'engagement physique. Ce dernier est totalement proscrit. L'assaut est remporté au total de points. L'activité est avant tout ludique et permet au plus jeune d'exercer une activité canalisante ou permettant de s'affirmer. D'un point de vue purement compétition, la boxe éducative assaut permet d'assimiler des acquisitions techniques et tactiques dès le plus jeune âge.

### L'handiboxe
La pratique est totalement adaptée au type de handicap physique ou psychique. Les règles de la boxe éducative assaut sont appliquées et aménagées.
Plusieurs variantes existent : boxe fauteuil avec ou sans abdominaux (fauteuils fixés au centre du ring) ; boxe debout avec handicap moteur (membres inférieurs ou supérieurs) ; boxe avec handicap mental (trois divisions dissociées selon le degré d'autonomie). 

## Les pratiques loisirs

### La boxe loisir
La pratique est accessible à tous et se cantonne à la salle. La licence permet le suivi de l'ensemble des entraînements et donc la découverte de l'opposition et de la technique.

### L'aéroboxe
La pratique, autorisée par la fédération française de boxe en 2008, a permis de répondre à une des priorités du développement : l'accession à la pratique féminine. L'aéroboxe ouverte à tous (femmes et hommes) a surtout permis à la FFB d'augmenter le nombre de licenciées. La pratique est une activité de fitness associant musique et chorégraphie agrémentées de gestes techniques.

## Identité visuelle

Logo de la Fédération de [Quand ?] à 2015
Logo de la Fédération de septembre 2015 à février 2019.
Logo depuis février 2019.